# 马耶
马耶（法語：Mayet，法語發音：[majɛ]）是法国萨尔特省的一个市镇，属于拉弗莱什区。

## 地理
马耶（47°45'32"N, 0°16'29"E）面积53.96 平方千米，位于法国卢瓦尔河地区大区萨尔特省，该省份为法国西北部内陆省份，北起顺时针与奥恩省、厄尔-卢瓦省、卢瓦-谢尔省、安德尔-卢瓦尔省、曼恩-卢瓦尔省和马耶讷省接壤，是法国大西部的入口，连接卢瓦尔河谷、布列塔尼和巴黎盆地。
与马耶接壤的市镇（或旧市镇、城区）包括：埃科穆瓦、萨尔塞、韦尔内伊勒谢蒂夫、欧比涅拉康、博蒙皮耶德伯夫、拉韦尔纳、马里涅拉耶、蓬瓦兰。

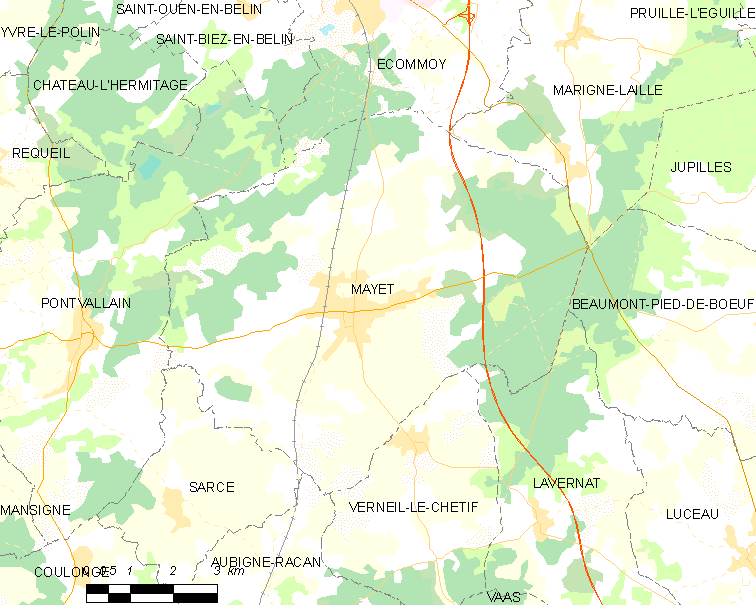
马耶的OSM定位图

马耶的时区为UTC+01:00、UTC+02:00（夏令时）。

## 行政
马耶的邮政编码为72360，INSEE市镇编码为72191。

## 政治
马耶所属的省级选区为勒吕德县。

## 人口

1962-2008年间马耶人口变化图示

马耶于2022年1月1日时的人口数量为3186人。